# ベルナール・イノー
ベルナール・イノー（Bernard Hinault、1954年11月14日 - ）は、フランスのブルターニュ地方コート＝ダルモール県イフィニアック（サンブリュー近郊）出身の自転車プロロードレース選手。

## 来歴
兄に借りた自転車で、地元のレースに出場したのが初めてのレース参加であった。1974年20歳の時にプロ入り。
イノーは、「平地に見えるところでも決して速度を緩めないこと」をポリシーとし、その後ツール・ド・フランス5勝（1978年、1979年、1981年、1982年、1985年）をはじめ、ジロ・デ・イタリア3勝（1980年、1982年、1985年）、ブエルタ・ア・エスパーニャ2勝（1978年、1983年）、世界選手権優勝（1980年）、パリ〜ルーベ、ジロ・ディ・ロンバルディア、アムステルゴールドレース等主要ロードレースで数多くのタイトルを獲得した。
イノーの活躍ぶりといえば、平地、山岳、タイムトライアルと、いずれも超一流の実力を兼ね備え、エディ・メルクスと並び称される、真のオールラウンダー選手という評価もされている。加えて無類の戦略家でもあり、集団で膠着状態が続いた場合には、自らアタックをかけてライバルと思われる選手たちをリタイア等で潰したケースも少なくない。
一方、現役時代は膝の故障を常に抱えたままレースに出場していた。総合3連覇がかかった1980年のツール・ド・フランスでは、マイヨ・ジョーヌ着用のままリタイア。1983年のツール・ド・フランスでは、出場すらままならず、結果、代替出場となったローラン・フィニョンの台頭を許し、翌1984年、フィニョンにルノーのリーダーの座を奪われ、自身でチームを結成せざるを得なくなった。しかし、1985年のジロ・デ・イタリア、ツール・ド・フランスの両レースで総合優勝を果たし、当時発行されていた自転車競技マガジンでは、『不死鳥イノー』と銘打った。しかしその頃から、既に膝の状態は限界に達していたようである。したがって、イノーは『翌1986年のツール・ド・フランスでは、グレッグ・レモンに優勝させる。』と明言したが、その裏には、もはやツールで優勝できる力は残っていなかった、という含みがあったものと考えられる。そして、1986年のツールにおいて明言通りレモンに総合優勝をもたらし、総合2位となったのを事実上最後に32歳で現役から退いた。
現役引退後は、妻と二人の子供と共に農場で暮すかたわら、ASO（アモリスポーツオルガニザシヨン）の渉外担当としてツール・ド・フランスの運営に関わったり、自転車フレームメーカーであるルック社の技術的なアドバイザーも務めている。この他、近年はツール・ド・フランスで『ポディウムの番人』としての役割も務めていて、ツールの表彰台の脇に陣取りリーダージャージの着用を手伝ったり、表彰台に乱入する不心得者をつまみ出すシーンが度々見受けられる。
また、広島・長崎への原爆投下60周年に当たる2005年から毎夏ブルゴーニュにて開催されている平和記念自転車競走にゲストとして参加している。2008年2月には20年振りに来日して東京、長崎、広島、京都を訪問した。東京では明治神宮外苑でのクリテリウムに被爆マリア像が描かれたジャージを纏って参加。その後被爆地である長崎と広島を巡り、長崎では被爆マリア像との対面を果たしている。京都では桂川サイクリングロードでのサイクリングイベントが行われた。

## ツール・ド・フランスの軌跡
- 1978年　
初出場でステージ3勝をあげ総合優勝にも輝く
- 1979年　
ステージ7勝、更にスプリント賞であるマイヨ・ヴェールも獲得し正に完勝であった。
- 1980年　
ジロ・デ・イタリアを総合優勝しツールでも総合優勝が期待されステージ3勝をあげるも、右膝を痛め途中棄権する。この時、さすがのイノーも記者会見の重圧に耐えかね、夜闇にまぎれて宿舎を後にしている。
- 1981年　
ステージ5勝をあげ総合優勝に輝く
- 1982年　
ステージ4勝（シャンゼリゼ含む）をあげ4度目の総合優勝に輝く
- 1984年　
ベルナール・タピが立ち上げた新チーム「ラ・ヴィ・クレール」に移籍し心機一転、総合優勝を目指すも前チームメイトでありイノーのアシストを務めていたローラン・フィニョン（ちなみに1983年は不参加であったイノーに代わり出場し見事総合優勝に輝いている）が立ちはだかりステージ1勝に留まった。総合は2位だったがフィニョンにはなんと10分半もの差をつけられていた。
- 1985年　
この年、イノーは落車により鼻を痛め、呼吸困難になってしまうが、チームメートのグレッグ・レモンに「来年はレモンに優勝を譲る」と頼み込みレモンのアシストを受けステージ2勝をあげ総合優勝に輝く(この年を最後に2024年現在までフランス人の個人総合優勝者が出ていない)　。
- 1986年　
前年のレモンのアシストに報いる為レモンのアシストに徹するかと思われたが、約束を反故にし第12ステージで単独で飛び出しリーダージャージであるマイヨ・ジョーヌを獲得する。しかし翌日のピレネーステージでレモンもアタックをかけ、前日の差を大幅に取り戻す。ここから二人の確執が噂され、協力するはずのチームメートで総合優勝を争うこととなる。
イノーに対しては前年の約束を反故にした批判と前人未到のツール6度目の総合優勝を見たいという期待があったが、結局世論はイノーに対して好意的に傾いていく。しかしすでに時代はグレッグ・レモンの時代になっており、後のステージでアタックをかけたレモンについていく事が出来ず、自転車の上で涙を流す。有名なラルプ・デュエズのステージでは二人は肩を組み共にゴールラインを切った。
これで二人は和解したのか、それとも見せかけだったのか、真相は二人にしかわからないが、結局イノーはステージ3勝と山岳賞を獲得し総合2位となり、レモンが総合優勝の栄冠に輝く。かねてからの宣言通りイノーはこの年限りで現役を退き、ここからグレック・レモンが一時代を築くこととなるのであった。

## 所属チーム
- Gitane（ジタヌ）: 1977年
- Renault elf（ルノー・エルフ）: 1978年-1983年
- La Vie Claire（ラ・ヴィ・クレール）: 1984年-1986年

## 使用機材
- スキーのビンディングを応用したルック社のビンディング・ペダルを初めて使用した。当時世界最高の選手の一人だったイノーが使用したことにより、ペダルに足を固定する方式はトウクリップ式からビンディング式へと一変した。
- サドルを比較的後退させ、やや前上がりに固定するポジションで知られる。なおサドルはサンマルコ社のロールスを愛用していた。
- クランク長はデビューから一貫して172.5mmを使用する。タイムトライアルや山岳ステージでは普段より長めのクランクを使う選手もいるなか（ジャック・アンクティルやエディ・メルクスなど）で、常に同じ長さのクランクを使い続けた。これは当時の自転車競技界では比較的珍しいことであった。

## 主な戦績
1972年
- フランス選手権 ジュニア部門・ロードレース 優勝

1974年
- フランス選手権 アマ・個人追抜 優勝

1975年
- フランス選手権 プロ・個人追抜 優勝
- シルキュイ・ド・ラ・サルト 総合優勝

1976年
- フランス選手権 プロ・個人追抜 優勝
- シルキュイ・ド・ラ・サルト 総合優勝
- ツール・デュ・リムザン 総合優勝
- ツール・ランドル＝エ＝ロワール 総合優勝
- グランプリ・デュ・ミディ・リブル 総合優勝
- ツール・ド・ロード 総合優勝
- パリ〜カマンベール 優勝

1977年
- グランプリ・デ・ナシオン優勝
- ドーフィネ・リベレ 総合優勝、区間2勝(第1、5)
- リエージュ〜バストーニュ〜リエージュ優勝
- ヘント〜ウェヴェルヘム優勝
- ツール・デュ・リムザン 総合優勝

1978年
- ツール・ド・フランス 総合優勝、区間3勝(第8、15、20)
- ブエルタ・ア・エスパーニャ 総合優勝、区間5勝(プロローグ、第11b、12、14、18)
- グランプリ・デ・ナシオン優勝
- クリテリウム・ナシオナル 総合優勝
- ブークル・ド・ロルヌ 優勝
- ジロ・ディ・ロンバルディア 3位

1979年
- ツール・ド・フランス
  -  総合優勝
  -  ポイント賞
  - 区間7勝(第2、3、11、15、21、23、24)
- ドーフィネ・リベレ 総合優勝、区間1勝(第7b)
- ジロ・ディ・ロンバルディア 優勝
- フレッシュ・ワロンヌ 優勝
- ツール・ド・ロワーズ 総合優勝
- ブークル・ド・ロルヌ 優勝

1980年
- ジロ・デ・イタリア 総合優勝、区間1勝(第14)
- 世界選手権・プロロードレース 優勝
- ツール・ド・フランス1980 区間3勝(プロローグ、第4、5)
- リエージュ〜バストーニュ〜リエージュ 優勝
- ツール・ド・ロマンディ 総合優勝

1981年
- ツール・ド・フランス 総合優勝、区間4勝(プロローグ、第6、14、20)
- パリ〜ルーベ優勝
- ドーフィネ・リベレ 総合優勝、区間4勝(第4、5、6、7)
- アムステルゴールドレース 優勝
- クリテリウム・アンテルナシオナル 総合優勝
- ブークル・ド・ロルヌ 優勝
- 世界選手権プロロードレース 3位

1982年
- ツール・ド・フランス 総合優勝、区間4勝(プロローグ、第14、19、21)
- ジロ・デ・イタリア 総合優勝、区間3勝(第4、13、19)+TTT(第1)
- グランプリ・デ・ナシオン 優勝
- ツール・ド・ルクセンブルク 総合優勝
- ツール・ド・コルス 総合優勝
- ツール・ダルモリック 総合優勝
- ツール・ド・ロマンディ 区間1勝(第4b)
- ポリノルマンド 優勝

1983年
- ブエルタ・ア・エスパーニャ 総合優勝、区間2勝(第15、17)
- フレッシュ・ワロンヌ 優勝
- グランプリ・ピノ・チェラミ 優勝

1984年
- ジロ・デ・ロンバルディア 優勝
- グランプリ・デ・ナシオン 優勝
- ダンケルク4日間レース 総合優勝
- トロフェオ・バラッキ 優勝（+ フランチェスコ・モゼール）
- ツール・ド・フランス 総合2位、区間1勝(プロローグ)

1985年
- ツール・ド・フランス 総合優勝、区間2勝(プロローグ、第8)+TTT(第3)
- ジロ・デ・イタリア 総合優勝、区間1勝(第11)
- ブークル・ド・ロルヌ 優勝

1986年
- ツール・ド・フランス
  -  山岳賞
  - 総合2位
  - 区間3勝(第9、18、20)
- クアーズ・クラシック 総合優勝
- ブエルタ・ア・ラ・コムニダ・バレンシアーナ 総合優勝

## エピソード
- 1980年のリエージュ～バストーニュ～リエージュは吹雪となり、170人以上が出走したものの完走者はわずか21人という厳しいレースだった。イノ―は優勝したものの指二本が凍傷となり、厳しく冷え込んだ際には指が疼く後遺症が残ってしまった。
- 1985年にNHKが日本のテレビ局として初めてツール・ド・フランスを紹介した際に、『フランスの英雄』という触れ込みをしたことで、日本では、海外のロードレース選手として最初に知名度を上げた選手ともいえる。